# Säters distrikt, Västergötland
Säters distrikt är ett distrikt i Skövde kommun och Västra Götalands län. 
Distriktet ligger norr om Skövde. 

## Tidigare administrativ tillhörighet
Distriktet inrättades 2016 och utgörs av socknen Säter i Skövde kommun.
Området motsvarar den omfattning Säters församling hade vid årsskiftet 1999/2000.